# Dysodia ingenicula
Dysodia ingenicula är en fjärilsart som beskrevs av Dyar 1913. Dysodia ingenicula ingår i släktet Dysodia och familjen Thyrididae. Inga underarter finns listade i Catalogue of Life.